# Първа самостоятелна конна бригада
Първа самостоятелна конна бригада е българска кавалерийска бригада формирана през 1941 година и взела участие във Втората световна война (1941 – 1945).

## История
Първа самостоятелна конна бригада е формирана на 28 юли 1941 г. в Скопие и влиза в състава на 5-а армия. В състава ѝ влизат 1-ви и 2-ри конни полкове. На 7 септември 1944 г. получава заповед да се изтегли, при което при военните действия срещу германски войски дава 6 убити (1 подофицер и 5 войника) и 45 ранени, като 4 от убитите са от 1-ви конен полк.

## Командири
Званията са към датата на заемане на длъжността.
| №  | звание    | име             | дати        |
| -- | --------- | --------------- | ----------- |
| 2. | Полковник | Георги Хайверов | 1943 – 1944 |